# مارگاریتا ترخووا
مارگاریتا ترخووا (روسی: Маргари́та Бори́совна Те́рехова؛ زادهٔ ۲۵ اوت ۱۹۴۲) یک هنرپیشه اهل اتحاد جماهیر شوروی سوسیالیستی است.
از فیلم‌ها یا برنامه‌های تلویزیونی که وی در آن نقش داشته‌است می‌توان به آینه، پرنده آبی اشاره کرد. وی همچنین برنده جوایزی همچون هنرمند مردمی روسیه شده‌است.